# Zeriassa furcicornis
Zeriassa furcicornis är en spindeldjursart som beskrevs av Lawrence 1929. Zeriassa furcicornis ingår i släktet Zeriassa och familjen Solpugidae. Inga underarter finns listade i Catalogue of Life.